# Göteborgs Kvinnoförening
Göteborgs Kvinnoförening var en svensk kvinnoförening, aktiv i Göteborg mellan 1884 och 1891.
Föreningen grundades 30 oktober 1884, samma år som Fredrika-Bremer-Förbundet i Stockholm, och var tänkt som Göteborgs motsvarighet.  
Dess mål var att "...genom tankeutbyte och propaganda verka för reformer" och att detta arbete skulle leda till en förändrad kvinnosyn och att stärka kvinnans ställning i samhället. Föreningen hade sina rötter i en radikla vänsterliberalism och var mer radikal än Fredrika-Bremer-Förbundet. Den grundades i Louise Silfversparres lägenhet.
Som första ordförande valdes Mathilda Hedlund, dotter till S. A. Hedlund. Föreningen hade enbart kvinnliga medlemmar, och räknade 89 sådana under sitt första år. 
Bland ämnena som först togs upp var samuppfostran (dvs uppfostran av flickor och pojkar tillsammans snarare än separat), mångläseriet, kvinnans rättsliga ställning och reform i kvinnodräkten.
Bland föreningens projekt fanns ett lånebibliotek för kvinnor; "läsesamkväm" för bildande av "flickor ur arbetarklassen"; Arbetsbyrån, en arbetsförmedling för kvinnor; Serveringsstället Föreningen för fattiga; Skollofskolonierna, som organiserade resor för barn, även för barn av olika kön tillsammans;  Barnbespisningen; för fattiga barn; Kvinnornas sjelfbjelpskassa, som betalade ut understöd för sjuka kvinnor och som redan första året hade 55 medlemmar; Myrorna; Kvinnliga Gymnastiksällskapet. Under 1888 organiserades protestlistor mot prostitutionens så kallade reglementering.
Den radikala tidskriften Framåt började ges ut av föreningen 1886, men den drog tillbaka sitt stöd i november 1886 i protest mot att Alma Åkermark hade deltagit i den så kallade sedlighetsdebatten till stöd för sexuell frigörelse; beslutet skedde dock med endast nio rösters övervikt.
Föreningen upphörde 1891. Den ersattes av Landsföreningen för kvinnans politiska rösträtts lokalförening i Göteborg, grundad 1902, och av Göteborgs Kvinnliga Diskussionsklubb, grundad 1911.